# Memecylon durum
Memecylon durum är en tvåhjärtbladig växtart som beskrevs av Célestin Alfred Cogniaux. Memecylon durum ingår i släktet Memecylon och familjen Melastomataceae. Inga underarter finns listade i Catalogue of Life.